# Delmore Sales & Service
Delmore Sales & Service war ein US-amerikanischer Hersteller von Automobilen. Eine andere Quelle nennt die Firmierung Delmore Motors Corporation. Diese Firmierung taucht auch bei einem Unternehmen auf, das am 19. Juli 1922 mit Sitz in New York City und Registrierung im US-Bundesstaat Delaware gegründet wurde.

## Unternehmensgeschichte
Das Unternehmen wurde 1921 in New York City gegründet. Im gleichen Jahr begann die Produktion von Automobilen. Der Markenname lautete Delmore. Ende 1923 wurde das Unternehmen aufgelöst. Eine Abteilung in Delaware wurde im Januar 1926 aufgehoben, nachdem zwei Jahre lang keine Steuern gezahlt wurden.

## Fahrzeuge
Im Angebot standen Dreiräder. Sie hatte ein einzelnes Hinterrad. Ein Zweizylindermotor von Indian mit 22 PS Leistung trieb die Fahrzeuge an. Das Fahrgestell hatte 173 cm Radstand. Erhältlich waren Runabout und Coupé mit einer langen Motorhaube, ein Taxi mit einer kürzeren Motorhaube und dem Fahrersitz hinter den Passagieren sowie ein kleines Nutzfahrzeug mit vorderer Ladefläche, das Parcel Carrier genannt wurde.